# Eupithecia inopinata
Eupithecia inopinata es una especie de polilla de la familia Geometridae. La especie fue descrita por primera vez por András Mátyás Vojnits habiendo sido descrita en 1984, con distribución en China. El holotipo de la especie fue descrita en el sector A-tun-tse, al norte de Yunnan y a una altitud de 4500 metros (14 763,8 pies). Tiene gran similitud con otra especie China, Eupithecia galsworthyi. La derivación del nombre es del latín inopinatus, o "Inesperado".